# Leucopholiota decorosa
Leucopholiota decorosa es una especie de hongo de la familia Squamanitaceae. Fue descrita por primera vez por el micólogo estadounidense Charles Horton Peck como Agaricus decorosus en 1873, y la especie ha sido transferida a varios géneros a lo largo de su historia, como Tricholoma, Tricholomopsis, Armillaria y Floccularia. Tres micólogos estadounidenses consideraron que la especie era lo suficientemente única como para merecer su propio género, y la transfirieron al nuevo género Leucopholiota en una publicación de 1996.
Se distingue por su cuerpo fructífero, cubierto de escamas curvadas de color marrón en el sombrero y el tallo, y por sus láminas blancas. Otras especies parecidas con colores similares y cuerpos fructíferos escamosos son Pholiota squarrosoides, Phaeomarasmius erinaceellus y Leucopholiota lignicola. L. decorosa, se encuentra en el este de Estados Unidos, Francia y Pakistán, es sapróbica y crece en la madera en descomposición de árboles de frondosas. Aunque existen referencias históricas sobre su consumo, su comestibilidad no está clara.

## Taxonomía
La especie ahora conocida como Leucopholiota decorosa fue descrita por primera vez por Charles Peck en 1873, basándose en un espécimen que encontró en el estado de Nueva York; la situó en Tricholoma, considerado entonces un subgénero de Agaricus. En 1947, Alexander Smith y Walters transfirieron la especie al género Armillaria, basándose en su aparente estrecha relación con Armillaria luteovirens; la presencia de conexiones en pinza en las hifas, las esporas amiloides y la estructura del velo y sus restos. El género Armillaria, tal y como se entendía en aquel momento, se denominaría más tarde un «refugio taxonómico para unas 270 especies de esporas blancas con láminas adheridas y un anillo»." Smith transfirió más tarde la especie al género Tricholomopsis; sin embargo, no tuvo en cuenta las esporas amiloides, las escamas recurvadas de la cutícula del sombrero y la ausencia de células conocidas como pleurocistidios, características que deberían haber descartado una transferencia taxonómica al género. En 1987, la especie fue transferida de nuevo, esta vez al género Floccularia.
La aparición de un espécimen en 1994 en Carolina del Norte dio lugar a una colaboración entre los micólogos Tom Volk, Orson K. Miller, Jr. y Alan Bessette, que renombraron la especie Leucopholiota decorosa en una publicación de Mycologia de 1996. Leucopholiota era originalmente un subgénero de Armillaria, pero los autores lo elevaron a nivel genérico para dar cabida a L. decorosa, que se convertiría en la especie tipo.  En 2008, Henning Knudsen consideró que L. decorosa era la misma especie que la entonces conocida como Amylolepiota lignicola, y consideró que ambos nombres eran sinónimos. Sin embargo, el micólogo finlandés Harri Harmaja rechazó esta interpretación. Originalmente, Harmaja creía que Lepiota lignicola era lo suficientemente distinta de otros taxones similares como para merecer su propio género Amylolepiota, que describió en una publicación de 2002. Cambió de opinión en 2010, escribiendo «las diferencias entre las especies tipo de ambos géneros son pequeñas y, por lo tanto, es mejor considerarlas como diferencias a nivel de especie»; con esto transfirió el taxón a Leucopholiota, y ahora se conoce como Leucopholiota lignicola, la segunda especie del género Leucopholiota.
El nombre del género Leucopholiota significa «Pholiota blanca» (del griego λευκός, leukós), en referencia a las láminas y las esporas; fue propuesto en 1980 por Henri Romagnesi, quien originalmente la describió como un subgénero de Armillaria. El epíteto específico decorosa, significa «elegante».

### Filogenia
Los análisis filogenéticos basados en datos de secuencias de ITS y de ARN ribosómico de subunidad grande no han confirmado que Leucopholiota decorosa pertenezca a la familia Tricholomataceae. Sin embargo, el análisis sí muestra que está filogenéticamente relacionada con Phaeolepiota aurea, una especie de estatus incierto en los Agaricales, y confirma que L. decorosa no pertenece a la familia Agaricaceae. Según los autores de la especie, L. decorosa encajaría mejor en la tribu Biannularieae de las Tricholomataceae descrita por Rolf Singer en su exhaustiva monografía sobre los Agaricales. Esta tribu también contiene los géneros Catathelasma y Armillaria.

## Descripción

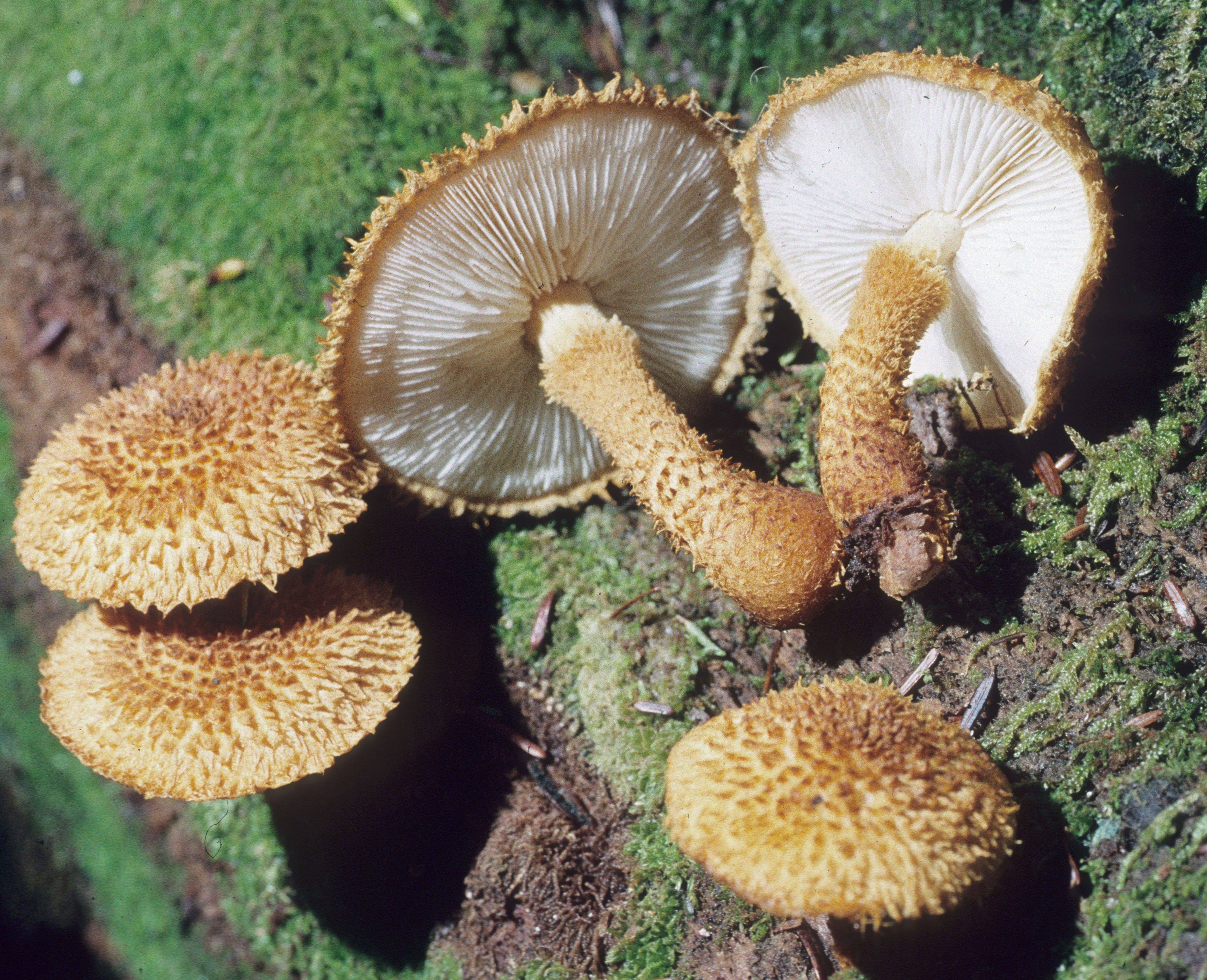
Las láminas del hongo están muy juntas y son blancas.

Los sombreros de L. decorosa, inicialmente de forma cónica o semiesférica, se expanden más tarde para volverse convexos o aplanados en la madurez. Los capuchones suelen tener entre 2 y 6 cm (0,8 y 2,4 pulgadas) de diámetro, con superficies cubiertas de muchas pequeñas escamas marrones curvadas. El borde del sombrero suele estar curvado hacia dentro y puede tener adheridas fibras marrones gruesas. El sombrero es de color marrón canela, más oscuro en el centro. Las láminas están muy espaciadas entre sí; tienen una unión estrecha (anexa) con el tallo y sus bordes están «finamente festoneados». El tallo mide de 2,5 a 7,0 cm de alto por 0,6 a 1,2 cm de grosor y, al igual que el sombrero, está cubierto de escamas desde la base hasta el nivel de la zona anular; por encima de este punto, el pie es liso. El velo parcial está formado por fibras marrones «que se ensanchan hacia arriba como un anillo». Tiene aproximadamente el mismo grosor en toda la longitud del tallo, o puede ser ligeramente más fino cerca de la parte superior. La carne es blanca y gruesa, y tiene una textura firme; su olor es indistinto, y el sabor suave o amargo. El depósito de esporas es blanco.
Las esporas son hialinas (translúcidas), de forma aproximadamente elíptica, tienen paredes finas y son amiloides, lo que significa que absorben la tinción de yodo en el reactivo de Melzer. Además, en la tinción de acetocarmina, aparecen binucleadas (con dos núcleos). Tienen unas dimensiones de 5,5-6 (más raramente 7) por 3,5-4,0 μm. Las células que contienen las esporas, los basidios, tienen forma de garrote, son translúcidos y tienen cuatro esporas. Los queilocistidios (cistidios del borde branquial) tienen forma de maza y miden 19-24 por 3-5 μm. La cutícula del sombrero es un tricodermo, un tipo de tejido compuesto por hifas erectas, largas y filiformes, de igual o distinta longitud, y originadas a partir de una capa entretejida de hifas que asciende gradualmente hasta que las células terminales son algo paralelas entre sí. Las hifas tricodérmicas son de paredes finas, miden 7,6-22,0 μm y se tiñen de color amarillento en el reactivo de Melzer. Las hifas que componen el tejido del sombrero son de paredes finas y 5-10 μm de diámetro, mientras que las del tejido branquial son también de paredes finas y 3,5-7,0 μm, e intercaladas con células oleíferas (caracterizadas por contenidos fuertemente refringentes y homogéneos). Las conexiones en pinza están presentes en las hifas de todos los tejidos.

### Especies similares
La especie Pholiota squarrosoides tiene un aspecto exterior similar, pero puede distinguirse por sus esporas marrones y la superficie pegajosa del 
capuchón bajo las escamas. En Phaeomarasmius erinaceellus, el tamaño total es menor -diámetro del capuchón de 1 a 4 cm- y las esporas son de color marrón canela. Algunas especies del género Cystoderma también parecen similares, pero pueden distinguirse por características microscópicas, como la presencia de células esféricas (en lugar de en forma de garrote) en la cutícula del sombrero, y también por su hábitat ya que Cystoderma suele crecer en el suelo, no en la madera.
La única otra especie de Leucopholiota, L. lignicola, puede distinguirse de L. decorosa por las siguientes características: láminas libres en L. lignicola en comparación con las láminas anexas en L. decorosa; L. lignicola tiende a crecer en la madera de abedul, y preferentemente en bosques antiguos; L. lignicola está restringida a los bosques boreales, en comparación con L. decorosa que crece en regiones templadas; L. lignicola tiene una amplia distribución en todos los bosques de coníferas del norte de Eurasia.

## Hábitat y distribución
Leucopholiota decorosa es una especie sapróbica que obtiene los nutrientes de la materia orgánica en descomposición, sobre todo de las ramas y tocones podridos de los árboles caducifolios. Una guía de campo señala que prefiere el arce azucarero. Crece aislada o en racimos, agrupada en la base del tallo. En Ohio, suele fructificar desde finales de septiembre hasta mediados de noviembre.
Además de su distribución conocida en la mayor parte del este de Norteamérica, Leucopholiota decorosa también se ha recolectado en Francia. En 2007, se informó de su presencia en el distrito de Astore de Pakistán, a una altitud de unos 3.600 m.

## Comestibilidad
Leucopholiota decorosa fue registrada como comestible en 1900 por McIlvaine y MacAdam, quienes escribieron que «es de buena consistencia y sabor, teniendo un decidido gusto a hongo». Fuentes posteriores reportan la comestibilidad como desconocida.